# السكوبية
السكوبية، قرية من قرى ينبع النخل في محافظة ينبع والتابعة لمنطقة المدينة المنورة في السعودية، تبعد عن المدينة المنورة () كم، وعن ينبع النخل () كم. وبالقرب منها تقع قرية عين عجلان، يسكنها عدد من قبائل جهينة.